# Henry Russell (bergbeklimmer)

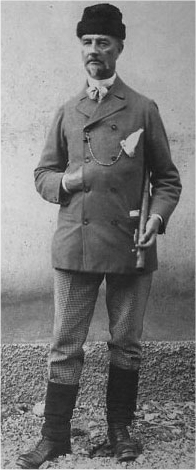

Graaf Henry Russell (Toulouse, 1834 - 1909) was een Frans avonturier en bergbeklimmer.
Hij werd geboren als zoon van een Ierse vader en een Franse moeder. In zijn jeugd reisde hij de wereld rond en bezocht onder andere Constantinopel en Hong Kong. Daarna richtte hij zich op de bergsport en werd een pionier van het alpinisme in de Pyreneeën. Verschillende bergtoppen in deze bergketen werden door hem voor het eerst beklommen, waaronder de Pic Russell, die naar hem is vernoemd. Hij beklom de Vignemale 33 keer en liet tussen 1881 en 1893 grotten uithouwen in de flank van deze berg, waarin hij zijn vrienden ontving. 
Hij schreef het boek Souvenirs d'un montagnard waarin hij zijn belevenissen en beschrijvingen van de bergen combineerde met filosofische overdenkingen. Hij was medeoprichter in 1865 van de Société Ramond en wordt aanzien als een van de eerste pyreneïsten.